# Gunma (distrito)
O Distrito de Gunma (安中市 -shi) é um distrito da província homônima de Gunma, no Japão. A cidade tem uma das maiores colônias de brasileiros do país.